# Leganes (Iloilo)
Pour les articles homonymes, voir Leganes.
Leganes est une municipalité de la province d'Iloilo, aux Philippines.